# Котвицкие
Котвицкие (пол. Kotwicki) — потомственные дворяне Волынской (I часть), Виленской и Подольской (I часть) губерний.

## Волынская губерния
Род польских шляхтичей и дворян Российской империи герба Котвица, ведущий своё происхождение от Antoni Kotwicki, чьи предки владели вотчиной в Всховской земле.
В 1643 году в законном браке Antoni Kotwicki с Marianna Łagowska в Чоповицкой приходской церкви был окрещен сын Jan Kotwicki.
В лето 1729-е Jan Antoni Kotwicki даровал часть селения Новосёлки в Киевском воеводстве своим сыновьям: Jan, Tomasz, Bartłomiej, Kazimierz. Спустя полвека, в 1783 году, сии земли были проданы Antoni, Piotr и Ignacy — сыновьями Jan, а также Wawrzyniec сыном Kazimierz, вместе внуки Jan и правнуки же Antoni, за 13 000 польских злотых .
После раздела Речи Посполитой род утвердился в составе российского дворянства. Был внесён в VI часть дворянской родословной книги, а в 1862 году — в I часть.
Проживали преимущественно в Житомирском уезде как дворяне не имевшие в собственности земли и крестьян на чинше.

### Известные представители
Jan Celestyn Kotwicki (1898-1943) — польский католический священнослужитель.